# Petr z Drážďan
Peter z Drážďan (okolo 1350? - 1421/1426? Řezno, Německo) byl německý reformistický teolog.
V roce 1409, kdy Kutnohorský dekret omezil vliv cizinců na Pražské univerzitě, opustil Prahu a stal se rektorem na Kreuzschulle v Drážďanech. Ukázalo se však, že zastával názory husitů a byl vyhoštěn. V roce 1412 se se svým přítelem Mikulášem z Drážďan vrátil do Prahy. Založil tu školu pro německy mluvící husitské kazatele. Mimo jiné i Dům U Černé růže (Haus zur Schwarzen Rose).
Po roce 1415 odešel do Německa a v roce 1421 nebo 1426 byl upálen v Řezně.
Souvislost s ním má i známá vánoční koleda In dulci jubilo.
Je autorem slavné učebnice Parvulus philosophiae naturalis, která se používala pro výuku přírodní filosofie na artistických fakultách v 15. století a dochovala se ve více než 80 rukopisech.